# Бійка між Карнавалом і Постом (Брейгель Старший)
«Бійка між Карнавалом і Постом» (нід. De strijd tussen Vasten en Vastenavond, нім. Der Kampf zwischen Karneval und Fasten) — картина фламандського художника Пітера Брейгеля Старшого; створена в середині XVI ст. Зберігається у віденьському Музею історії мистецтв.

## Передісторія
Пітер Брейгель став популярним майстром завдяки участі в створенні гравюр, хоча не покидав праці з картинами. Так, він був пов'язаний з друкарями, для котрих готував малюнки, а останні переводили у гравюри. Значні для того часу наклади гравюр і сприяли популярності художника. На майстра тиснули видавці, що були заклопотані не стільки завданнями просвіти, скільки отриманням прибутку і рятуванням себе від бідності. Тому всіляко вітались кумедні, фольклорні і дивацькі теми, доволі відомі за творами Ієронімуса Босха. В стилістиці Босха почав працювати і Пітер Брейгель Старший. Про те, наскільки повно він увійшов у роль послідовника Босха, свідчать як його гравюри, так і його тогочасне прізвисько — «Пітер-блазень», «другий Босх» — так прозивали майстра історіографи від Джорджо Вазарі до Карела ван Мандера.
По поверненню з закордонної подорожі Брегель Старший, що внутрішньо давно усвідомлював себе іншим, ніж «другий Босх», звернувся до живопису, менше працював для натовпу, а почав орієнтуватись на впливових меценатів та інтелектуалів, здатних розшифровувати ускладнені змісти його картин і натяків в них. Живопис контрастував з друкованою графікою унікальністю кожного картинного сюжету і наближався в дидактичних творах до церковного образу, ладного висіти в домівці і впливати на глядача-споживача щоденно. Саме в цей період і були створені картини «Падіння Ікара», «Прислів'я», «Дитячі ігри» та «Бійка між Карнавалом і Постом».
Три останні наближені одна до одної розмірами і згодом дві з них потрапили до збірок музею історії мистецтв у місті Відень.

## Походження сюжету
Бійка між Карнавалом і Постом — доволі відомий мотив в культурі Нідерландів. Він відомий з доби середньовіччя і як сюжет з вуличних та ярмаркових вистав камери риторів (балаганного і мандрівного театрів). Карнавал (або Масляна) і Піст — це своєрідні театральні маски-антиподи.
Піст подавався як позитивний персонаж, бо його образ і поведінка збігалися з церковними настановами про покору, дотримання заповідей тощо. Масляна подавалась як персонаж-антипод, негативний і гріховний, а їхні діалоги були повні красномовства, балагурства і народжували кумедні та по театральному ефектні ситуації. Свята і вистави з Масляною та Постом (популярні в князівствах Німеччини та в Нідерландах) поступово втратили релігійний характер і перетворились на побутові свята з карнавальним спростуванням умовностей та настанов, що викликало спротив у церкви і урядовців, заклопотаних лише власним спокоєм, власним збагаченням та прагненням якомога нижче пригнути до землі голови вірян…

## Опис твору

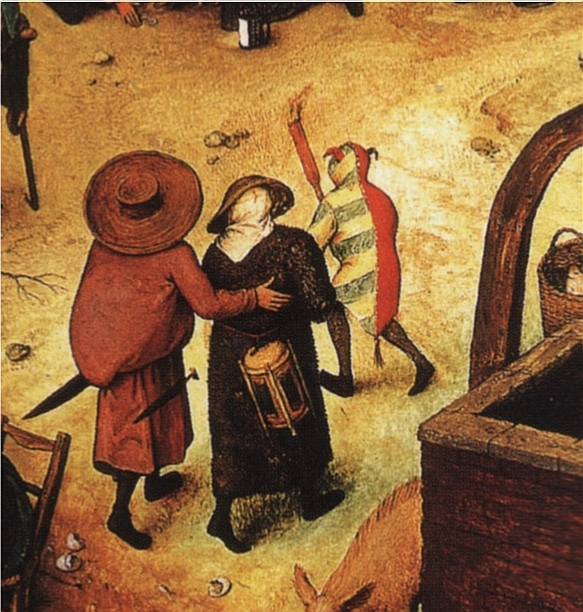
Блазень зі смолоскипом

Як і в двох попередніх картинах («Ігри дітей» та «Прислів'я»), горизонт піднятий надзвичайно високо і для неба залишена невелика смуга зверху. Все поле картини віддано безлічі персонажів, натовпу, що метушиться і просто потопає у дрібних прагненнях та марнославних справах.
Самої бійки в картині нема, в її назві лише залишена традиційна ситуація. Художник лише зіштовхує дві ходи «князя карнавалу» та Посту на міській площі. Візок з Постом тягнуть чернець і черниця, тогочасні активісти настанови обмежень і покори. Піст уособлює повною мірою виснажена (тонка, як циганська голка), стара жінка з плетеним кошиком на голові. Одяг Посту — однотонний і незграбний. В її руці кухарська лопатка з двома оселедцями — звична їжа нідерландської бідноти і пісна їжа за настановами церкви. За нею прямують дітлахи і дорослі з пісними млинцями, декотрі нетерпляче надкушують ті млинці від голоду.
Повна протилежність Посту — череватий князь карнавалу, уособлення Масляної. Синя куртка і червоні панталони персонажа доповнені металевим рожном із засмаженою куркою та головою свині. Він доволі повільно просувається уперед, сидячі на великій діжці з вином. Дивацьке, майже страхітливе враження справляють персони свити князя карнавалу, їхні маски на обличчях, їхній одяг, їхня поведінка, що наче позбавлена здорового глузду і стала уособленням світу навиворіт, світу догори дригом. Художник не подав в картині жодних ознак переваг Посту чи надтої гріховності Масляної. Вони подані з однаковою долею об'єктивності, хоча митець не міг схвалювати ненажерливість чи марнославство поведінки. Картина помітно відрізнялась від решти практично повною відсутністю фантастики, безліч її деталей реалістичні і замальовані художником з реальних людей і реальних ситуацій.
Ходу двох персонажів майже не помічають гравці у кості, діти, якась жінка, що випікає вафлі на вогнищі просто неба, прихожани місцевого храму, віряни, що дають милостиню. Кудись прямує нікому не потрібний блазень зі смолоскипом у типовому одязі, перетинаючи брудну площу, що рясніє сміттям. Поряд тупцюються каліки перехожі, головні завдання котрих заробити хоть щось на їжу сьогодні і не бути розчавленими…

## Фрагменти картини

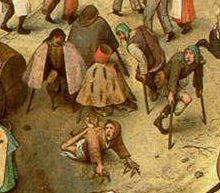
Каліки перехожі на жартівливому святі бійки Карнавалу в Посту

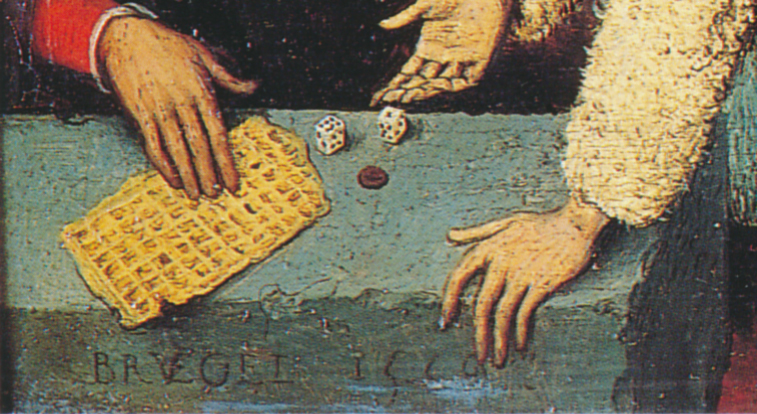
Лівий кут картини з підписом художника
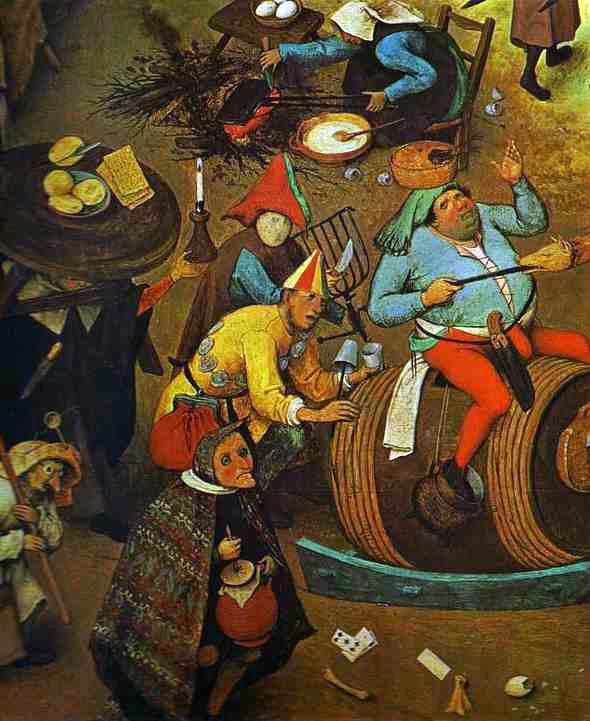
Уособлення карнавалу («Князь карнавал»)
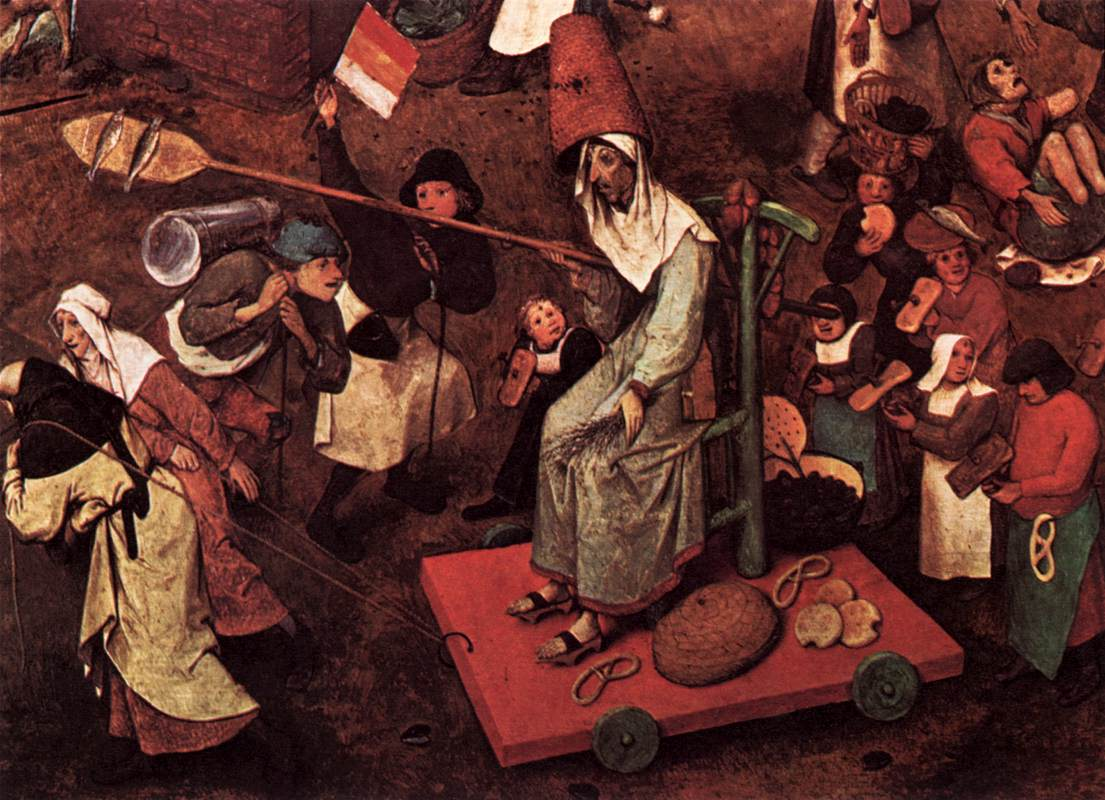
Худа жінка як уособлення Посту
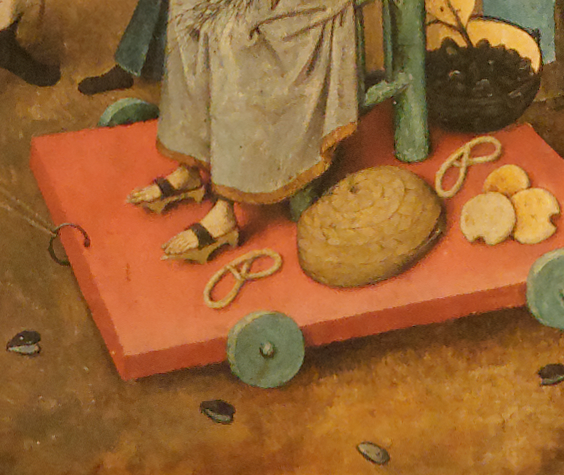
Атрибути посту